# Tsilkar
Tsilkar ou Tsilqar (en arménien Ծիլքար) est une communauté rurale du marz d'Aragatsotn, en Arménie. Elle compte 560 habitants en 2009.